# وارنر ایندیپندنت پیکچرز
وارنر ایندیپندنت پیکچرز (انگلیسی: Warner Independent Pictures) شرکت فیلم‌سازی آمریکایی است، که در سال ۲۰۰۳ تأسیس شد.